# Podmiot opodatkowania
Podmiot opodatkowania – element konstrukcyjny podatku, każda osoba, na którą normy prawa podatkowego nakładają określone normą obowiązki.
Podmioty opodatkowania dzielą się na:
- Czynne – przede wszystkim państwo, które wykorzystuje swoje atrybuty i posługuje się przymusem administracyjnym przy ściąganiu podatków. Podmiotem czynnym może być także samorząd terytorialny.
- Bierne – osoby prawne i fizyczne zobowiązane do zapłacenia podatku.
- Pomocnicze – płatnik, będący pośrednikiem pomiędzy biernym i czynnym podmiotem opodatkowania. W jego roli może występować np. pracodawca, który na mocy przepisów jest zobowiązany do odprowadzania zaliczek z tytułu podatku dochodowego (płac) oraz ZUS z tytułu wypłacania emerytur i rent. Płatnik ma obowiązek przedstawienia podatnikowi bieżących i rocznych informacji o dokonanych na rzecz władz publicznych zaliczek, tak aby umożliwić podatnikowi obliczenie ostatecznego zobowiązania podatkowego.